# Vlatka (album)
Vlatka prvi je studijski album hrvatske pop pjevačice Vlatke Pokos, kojeg 1998. godine objavljuje diskografska kuća ZG Zoe. U radu na albumu sudjelovali su glazbenici Suda Čokljat i Guido Mineo, koji su ujedno i producenti albuma.
Na albumu se nalazi devet pjesama i instrumental pjesme "Ja te ljubim". S albuma su izdana četiri singla "Ja te ljubim", "Ljubav je tu", "Bodyguard" i "Petak", koji je 1995. godine izdan na istoimenom maxi singlu.

## Popis pjesama
| Br. | Skladba                       | Trajanje |
| --- | ----------------------------- | -------- |
| 1.  | »Ljubav je tu«                | 3:37     |
| 2.  | »U moju sobu dođi«            | 4:07     |
| 3.  | »Nije vrijeme za ljubav«      | 3:27     |
| 4.  | »Ja te ljubim«                | 4:13     |
| 5.  | »Kada bih ja (Nakon svega)«   | 3:38     |
| 6.  | »Bodyguard«                   | 3:36     |
| 7.  | »Ne tražim ništa«             | 3:47     |
| 8.  | »Potroši sve«                 | 3:29     |
| 9.  | »Metak«                       | 3:33     |
| 10. | »Ja te ljubim (instrumental)« | 4:13     |